# なんじゃもんじゃの木の下で
なんじゃもんじゃの木の下で（なんじゃもんじゃのきのしたで）は、1997年4月26日にテレビ朝日で放送された田村高廣主演の単発深夜ドラマである。

## 放送詳細
- 正式タイトル：『なんじゃもんじゃの木の下で ～時をこえたラブレター～』
  - 放送局：テレビ朝日
  - 放送日時：1997年4月26日 26：28～27：23

（この時間表示は放送日時を明確にし易くする為の表示方法であり、正確には1997年4月27日 2：28～3：23のことである。）

## ストーリー
数十年前の約束を果たす為、列車に乗って一人旅を続けていた老人（田村高廣）がミュージシャンを目指して日本各地を放浪中の青年（加藤晴彦）や、制服を着た家出中の女子高生（堀江奈々）らと出逢う。老人の初恋の人（松本梓）の昔話を聴いて感銘を受けた青年と女子高生は老人に想いを遂げさせてあげたいと想い、行動を共にする…

## 主なキャスト
- 田村高廣
- 加藤晴彦
- 河内桃子
- 堀江奈々
- 高木まみ子
- 藤田康雄
- 藤岡広子
- 黒田啓之
- 増山幸司
- 伊沢勉
- 松本梓
- 巣山プロ

## スタッフ
- 原作：不明
- 脚本：宮村優子
- 演出:釜谷正一郎
- プロデュース:石神浩・猪原達三・北川邦夫
- 特別協賛：岐阜県
- 制作:名古屋テレビ・KANOX

## 備考
- 嶋岡晨という作家が同名の著書を出しているが、これは詩集であり、内容も一切一致しないため、無関係。